# Pariambia
Pariambia é um gênero de traça pertencente à família Arctiidae.